# Булонски лес
Булонският лес (на френски: Bois de Boulogne) e парк, който се намира в западната част на Париж, 16-и арондисман.